# Алберт Андијев
Алберт Ахсарбекович Андијев (рус. Альберт Ахсарбекович Андиев; Владикавказ, 3. децембар 1970 — Београд, 14. март 2021) био је руски добровољац и снајпериста у 549. моторизованој бригади Приштинског корпуса Војске Југославије за време рата на Косову и Метохији и НАТО агресији на Југославију 1999. године, као и учесник сукоба у Македонији 2001. године.

## Биографија

### Младост
Рођен је 1970. године у Владикавказу. У младости се бавио рвањем и другим борилачким вештинама, што је на одређени начин била и породична традиција. Његов стриц Сослан Петрович Андијев (рус. Сослан Петрович Андиев) је био двоструки олимпијски првак у рвању на играма у Монтреалу 1976. и Москви 1980. године. Сосланова браћа, Генадиј и Сергеј, такође су били успешни рвачи. На државном првенству РСФСР у рвању 1971. године су браћа Андијев заузела сва три прва места, и то Генадиј прво, Сергеј друго, а Сослан треће.

### Рат на Косову и Метохији
На Косово и Метохију је дошао добровољно 12. априла 1999. године са мањом групом руских добровољаца, међу којима је било и нешто професионалних официра. Најпре је био ангажован при 72. специјалној бригади, али је већ 23. априла прешао као снајпериста у саставу 549. моторизоване бригаде Приштинског корпуса Војске Југославије под командом генерала Божидара Делића.
Рањен је 5. маја 1999. године у селу Будаково код Суве Реке, услед чега је остао без десног ока. Медицинска помоћ му је најпре пружена у Приштини, а потом на Војномедицинској академији у Београду. Остао је 100% ратни инвалид, али се брзо вратио на Косово и Метохију. Учествовао је у бици на Паштрику.
По повлачењу Војске Југославије са Косова и Метохије у јуна 1999. године, остао је да живи у Србији.

### Живот након рата
По завршетку рата на Косову и Метохији, живео је у Власотинцу, где се оженио и добио сина који је на крштењу од кума добио име Лазар, по српском средњовековном кнезу Лазару Хребељановићу, који је предводио српску војску у Косовском боју.
За време сукоба у Македонији 2001. године, организовао је групу добровољаца уз помоћ Анатолија Лебеда и помагао македонској полицији у акцијама против албанских терористичких група (Ослободилачке националне армије, Ослободилачке војске Прешева, Медвеђе и Бујановца, Албанске националне армије).
Потом се преселио у Београд. Био је доста ангажован и чест гост трибина на којима се говорило о рату на Косову и Метохији, заједно са својим ратним командантом генералом Божидаром Делићем. Говорио је и за филм Ратне приче са Паштрика, који је снимљен 2019. године у продукцији Радио-телевизије Србије.

### Смрт и сахрана
Преминуо је 14. марта 2021. године болници у Батајници, од последица заразе вирусом корона 19. Сахрањен је уз војне почасти 22. марта на Централном гробљу у Београду, након опела које су заједно служили старешина руског храма Свете Тројице Виталиј Тарасјев и један српски свештеник у храму Рођења Светог Јована Крститеља. Приликом спуштања ковчега, припадници Војске Србије су испалили три почасна плотуна, интонирана је песма Видовдан, а државна застава Србије којом је ковчег био прекривен предата је његовој супрузи. Била је и присутна застава Јужне Осетије заједно са грбом, пошто он води порекло одатле. Последњу пошту одали су му његов ратни командант генерал Божидар Делић, државни секретар Миодраг Капор испред Министарства за рад, запошљавање, борачка и социјална питања, пензионисани бригадни генерал Стојан Коњиковац, проф. др Миладин Шеварлић, као и директор Руског дома Евгениј Баранов.
У његову част, код Дома омладине у Београду, Оџацима,Сремској Митровици, Власотинцу, Пожеги и Врању је насликан мурал са његовим ликом и цитатом. Мурал Алберту Андијеву у Врању је откривен на Видовдан 2022. године уз присуство грађана Врања, његовог сина Лазара, његове супруге Иване и његових сабораца. Мурал је израђен и откривен иницијативом удружења „Српски ратни ветерани Врање”.
Нисам ја изгубио око. Ја сам га оставио тамо, да кад сви други разлози нестану, да макар имам тај разлог да се вратим на свето Косово и Метохију и потражим око.
Дана 12. марта 2022. године на Централном гробљу у Београду је одржан годишњи помен Андијеву и тим поводом откривена је његова спомен биста.

## Признање
- Војна споменица 20. годишњица одбране Отаџбине од НАТО агресије (2019)